# Adrianna Szady
Adrianna Szady, panieńskie Budzoń (ur. 18 listopada 1991 roku w Mielcu) – polska siatkarka, grająca na pozycji rozgrywającej, była reprezentantka kraju w kategorii juniorek.
Po ukończonym sezonie 2024/2025 postanowiła zakończyć siatkarską karierę.

## Sukcesy klubowe
I liga:
- 2017
- 2014